# 1284
Високе Середньовіччя •  Реконкіста •  Ганза •  Монгольська імперія

## Геополітична ситуація
Андронік II Палеолог є імператором Візантійської імперії (до 1328), а Рудольф I королем Німеччини (до 1291). У Франції править Філіп III Сміливий (до 1285).
Апеннінський півострів розділений: північ належить Священній Римській імперії, середню частину займає Папська область, південь належить Неаполітанському королівству. Деякі міста півночі: Венеція, Піза, Генуя тощо, мають статус міст-республік.
Майже весь Піренейський півострів займають християнські Кастилія (Леон, Астурія, Галісія), Наварра, Арагонське королівство (Арагон, Барселона) та Португалія, під владою маврів залишилися тільки землі на самому півдні. Едуард I Довгоногий є королем Англії (до 1307), Вацлав II — Богемії (до 1305), а королем Данії — Ерік V (до 1286).
Руські землі перебувають під владою Золотої Орди. Король Русі Лев Данилович править у Києві та Галичі (до 1301), Роман Михайлович Старий — у Чернігові (до 1288), Дмитро Олександрович Переяславський — у Володимиро-Суздальському князівстві (до 1294). На чолі королівства Угорщина стоїть Ласло IV Кун (до 1290). У Великопольщі княжить Пшемисл II (до 1296).
Монгольська імперія займає більшу частину Азії, але вона розділена на окремі улуси, що воюють між собою. У Китаї, зокрема, править монгольська династія Юань. У Єгипті владу утримують мамлюки. Невеликі території на Близькому Сході залишаються під владою хрестоносців. Мариніди правлять у Магрибі. Делійський султанат є наймогутнішою державою Північної Індії, а на півдні Індії панують держава Хойсалів та держава Пандья. В Японії триває період Камакура.
Цивілізація мая переживає посткласичний період. Почала зароджуватися цивілізація ацтеків.

## Події
- Засновано місто Черкаси.
- Ординці на чолі з ханом Ногаєм вторглися в Угорщину.
- Флот Арагонського королівства захопив острів Джерба.
- У битві за Неаполь війська арагонського полководця Руджеро Лаурія захопили в полон Карла II Анжуйського.
- У битві біля острова Мелорія генуезький флот завдав поразки пізанському. Як наслідок почався занепад Пізи.
- У Венеції викарбувано золотий дукат, монету, що стала європейським стандартом на найближчі 6 століть.
- Рідландський статут обмежив дію валлійського права в Уельсі.
- У Кастилії почалося правління Санчо IV Хороброго.
- Французький принц Філіп Красивий одружився з Жанною Наваррською. Унаслідок цього шлюбу до королівських володінь було долучено Наварру та Шампань.
- Німеччина наклала торгове ембарго на Норвегію, що привело до нестач та голоду.
- У німецькому місті Гамельні сталися події, що породили легенду про гамельнського щуролова.
- Жан де Мен переклав французькою мовою твори Вегеція.

## Народились
- 25 квітня — В Уельсі народився спадкоємець англійського престолу, майбутній король Едуард II.